# Ivan Dodig
Ivan Dodig (Mostar, 2 de janeiro de 1985) é um tenista profissional croata, profissionalizado desde 2004.
Em 2010 entrou no top100 da ATP pela primeira vez. No início do ano, furou o qualificatório do Aberto da Austrália de 2010 e derrotou o ex-nº 1 do mundo, Juan Carlos Ferrero em 5 sets. Ao todo, chegou na 2ª rodada em 3 Grand Slams. Em outubro, chegou nas quartas-de-final do ATP 250 de Estocolmo, e em novembro venceu o Challenger de Astana. Assim chega pela primeira vez ao grupo dos 100 melhores tenistas do mundo.
Em janeiro de 2011 surpreende ao obter seu primeiro título de ATP em Zagreb, no piso indoor hard. Em abril, faz grande campanha no ATP 500 de Barcelona, realizado no saibro, derrotando o nº 5 do mundo Robin Soderling na 2a rodada e perdendo somente na semifinal para o nº1 do mundo Rafael Nadal. Com isto, chega ao top 50 mundial da ATP em simples. Em junho chega à final do ATP 250 de s-Hertogenbosch, na grama, entrando no top 40 mundial.

## Grand Slam finais

### Duplas: 1 (0-1)
| Posição | Ano  | Campeonato       | Piso   | Parceiro     | Oponentes            | Placar                  |
| ------- | ---- | ---------------- | ------ | ------------ | -------------------- | ----------------------- |
| Vice    | 2013 | Wimbledon        | Grama  | Marcelo Melo | Bob Bryan Mike Bryan | 6–3, 3–6, 4–6, 4–6      |
| Campeão | 2015 | Aberto da França | Saibro | Marcelo Melo | Bob Bryan Mike Bryan | 6–7(5–7), 7–6(7–5), 7–5 |

## Masters 1000 finais

### Duplas: 3 (1-2)
| Posição | Ano  | Campeonato  | Piso   | Parceiro     | Oponentes                       | Placar                     |
| ------- | ---- | ----------- | ------ | ------------ | ------------------------------- | -------------------------- |
| Campeão | 2013 | Shanghai    | Duro   | Marcelo Melo | David Marrero Fernando Verdasco | 7–6(7–2), 6–7(6–8), [10–2] |
| Vice    | 2014 | Monte Carlo | Saibro | Marcelo Melo | Bob Bryan Mike Bryan            | 3-6, 6-3, [8-10]           |
| Vice    | 2014 | Toronto     | Duro   | Marcelo Melo | Alexander Peya Bruno Soares     | 4–6, 3–6                   |

## ATP finais

### Simples: 2 (1 título, 1 vice)
| Legenda                           |
| --------------------------------- |
| Grand Slam (0–0)                  |
| ATP World Tour Finals (0–0)       |
| ATP World Tour Masters 1000 (0–0) |
| ATP World Tour 500 Series (0–0)   |
| ATP World Tour 250 Series (1–1)   |

| Títulos por Piso |
| ---------------- |
| Duro (1–0)       |
| Grama (0–1)      |
| Saibro (0–0)     |
| Carpete (0–0)    |

| Posição | N. | Data             | Torneio                               | Piso     | Oponente        | Placar   |
| ------- | -- | ---------------- | ------------------------------------- | -------- | --------------- | -------- |
| Campeão | 1. | 6 Fevereiro 2011 | PBZ Zagreb Indoors, Zagreb, Croácia   | Duro (i) | Michael Berrer  | 6–3, 6–4 |
| Vice    | 1. | 18 Junho 2011    | UNICEF Open, s-Hertogenbosch, Holanda | Grama    | Dmitry Tursunov | 3–6, 2–6 |

### Duplas: 10 (2 títulos, 8 vices)
| Legenda                           |
| --------------------------------- |
| Grand Slam (0–1)                  |
| ATP World Tour Finals (0–1)       |
| ATP World Tour Masters 1000 (1–2) |
| ATP World Tour 500 Series (1–2)   |
| ATP World Tour 250 Series (0–2)   |

| Títulos por Piso |
| ---------------- |
| Duro (2–6)       |
| Grama (0–1)      |
| Saibro (0–1)     |
| Carpete (0–0)    |

| Posição | N. | Data              | Torneio                                                                      | Piso     | Parceiro     | Oponente                                | Placar                     |
| ------- | -- | ----------------- | ---------------------------------------------------------------------------- | -------- | ------------ | --------------------------------------- | -------------------------- |
| Vice    | 1. | 5 Fevereiro 2012  | PBZ Zagreb Indoors, Zagreb, Croácia                                          | Duro (i) | Mate Pavić   | Marcos Baghdatis Mikhail Youzhny        | 2–6, 2–6                   |
| Vice    | 2. | 26 Fevereiro 2012 | Regions Morgan Keegan Championships and the Cellular South Cup, Memphis, EUA | Duro (i) | Marcelo Melo | Max Mirnyi Daniel Nestor                | 6–4, 5–7, [7–10]           |
| Vice    | 3. | 10 Fevereiro 2013 | PBZ Zagreb Indoors, Zagreb, Croácia                                          | Duro (i) | Mate Pavić   | Julian Knowle Filip Polášek             | 3–6, 3–6                   |
| Vice    | 4. | 6 Julho 2013      | Wimbledon Championships, Londres, Reino Unido                                | Grama    | Marcelo Melo | Bob Bryan Mike Bryan                    | 6–3, 3–6, 4–6, 4–6         |
| Campeão | 1. | 13 Outubro 2013   | Shanghai Rolex Masters, Shanghai, China                                      | Duro     | Marcelo Melo | David Marrero Fernando Verdasco         | 7–6(7–2), 6–7(6–8), [10–2] |
| Vice    | 5. | 20 Anril 2014     | Monte-Carlo Rolex Masters, Monte Carlo, Mônaco                               | Saibro   | Marcelo Melo | Bob Bryan Mike Bryan                    | 3-6, 6-3, [8-10]           |
| Vice    | 6. | 10 Agosto 2014    | Rogers Cup, Toronto, Canada                                                  | Duro     | Marcelo Melo | Alexander Peya Bruno Soares             | 4–6, 3–6                   |
| Vice    | 7. | 5 Outubro 2014    | Rakuten Japan Open Tennis Championships, Tokyo, Japão                        | Duro     | Marcelo Melo | Pierre-Hugues Herbert Michał Przysiężny | 3–6, 7–6(7–3), [5–10]      |
| Vice    | 8. | 16 Novembro 2014  | London, Reino Unido                                                          | Duro (i) | Marcelo Melo | Bob Bryan Mike Bryan                    | 7–6(7–5), 2–6, [7–10]      |
| Campeão | 2. | 1 Março 2015      | Abierto Mexicano Telcel, Acapulco, México                                    | Duro     | Marcelo Melo | Mariusz Fyrstenberg Santiago González   | 7–6(7–2), 5–7, [10–3]      |

## Simples
| Legenda (Simples)               |
| Grand Slam (0)                  |
| ATP World Tour Masters 1000 (0) |
| ATP World Tour 500 (0)          |
| ATP World Tour 250 (0)          |
| ATP Challenger Tour (1)         |
| ITF Futures (3)                 |

| N. | Data            | Torneio          | Piso   | Oponente na final | Placar   |
| 1. | 4 Junho 2006    | Prijedor, Bosnia | Saibro | Adam Vejmělka     | 6–3, 6–2 |
| 2. | 14 Outubro 2006 | Lagos, Nigeria   | Duro   | Illya Marchenko   | 6–3, 6–4 |
| 3. | 5 Outubro 2008  | Mostar, Bosnia   | Saibro | Deniss Pavlovs    | 6–3, 6–2 |
| 4. | 29 Março 2009   | Sarajevo, Bosnia | Duro   | Dominik Meffert   | 6–4, 6–3 |